# Euxoa caenis
Euxoa caenis är en fjärilsart som beskrevs av Augustus Radcliffe Grote 1879. Euxoa caenis ingår i släktet Euxoa och familjen nattflyn. Inga underarter finns listade i Catalogue of Life.